# Kytarový efekt

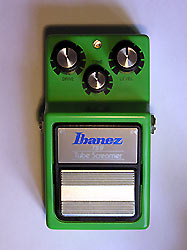
Zkreslovač Ibanez Tube Screamer

Kytarový efekt je elektronické zařízení, které upravuje signál elektrické kytary vedený do zesilovače.
Původní signál má tvar sinusoidy, ovšem kytarové efekty jej různě deformují, slangově „mrší“, proto jsou nazývány „mršítka“ nebo podle tvaru „krabičky“ či „pastičky“. V zahraničí se pro kytarový efekt užívá výraz „stompbox“.
Nejpoužívanějším typem kytarového efektu je zkreslovač (distortion). Ten výrazným způsobem mění původní signál z kytary tím, že jej zkresluje. Pokud není zvuk elektrické kytary zkreslen samotným zesilovačem, zní podobně jako běžná akustická kytara. Takový zvuk označujeme jako čistý (clean).

## Rozdělení efektů
- booster – zesiluje a prodlužuje signál
- delay – efekt umožňující opakování tónů
- distortion – zkreslovač, který využívá zapojení diody proti zemi (hard clipping)
- feed backer
- flanger – zvuk připomínající startující tryskové letadlo
- fuzz – prapůvodní efekt, který zkresluje zvuk přebuzenými tranzistory
- chorus – modulační efekt – k původnímu signálu se přidá další signál (či více) různě zpožděný
- kompresor – upravuje úroveň signálu (nízký signál zvýší a silný sníží)
- kvákadlo (wah–wah)
- limiter
- octaver – přidá k původnímu zvuku signál o oktávu (i více) níž
- overdrive – zkreslovač – diody zapojené ve zpětné vazbě operačního zesilovače – měkčí zkreslení
- reverb, hall, echo – dozvukové efekty
- sustainer – podobný princip jako u kompresoru s cílem delšího a plynulejšího sustainu (dozvuku kytary)

## Výrobci efektů
Existují desítky výrobců efektů. Mezi nimi se proslavil především Boss, který má v nabídce všechny druhy efektů, jež jsou zároveň velmi spolehlivé. Dalšími jsou např. MXR, Digitech, DOD (již zaniklý, spojený s firmou Digitech). V podstatě každá firma vyrábějící kytarové zesilovače produkuje i nějaké krabičky. Mimoto existuje množství malých výrobců krabiček; z českých například VHRelief (specializace na overdrivy).

## Slavné krabičky
- Electro Harmonix BIG MUFF π
- Ibanez Tubescreamer
- Boss MT-2 Metal Zone
- Boss DS-1 Distortion
- Fuzz Face
- aj.

## Pořadí efektů v pedalboardu
Standardní řazení efektů bývá ve schématu: kvákadlo, comprese, zkreslení, modulace, delay.
Nejčastější zapojení: 1. wah-wah, 2. compressor/limiter, 3. overdrive, 4. distortion, 5. chorus, 6. delay/echo, 7. reverb.

## Multiefekty a kytarové procesory
Jestliže je několik krabiček integrováno do jednoho šasi, vznikne multiefekt. Jednotlivé zvuky jsou stále tvořeny analogovými součástkami.
U kytarových procesorů je situace jiná, neboť zde je zvuk vytvářen procesorem. Kytarové procesory mají lepší ovládání doplněné různými displeji a disponují větší škálou efektů.